# Appias nephele
Appias nephele är en fjärilsart som först beskrevs av William Chapman Hewitson 1861.  Appias nephele ingår i släktet Appias och familjen vitfjärilar. Inga underarter finns listade i Catalogue of Life.

## Bildgalleri

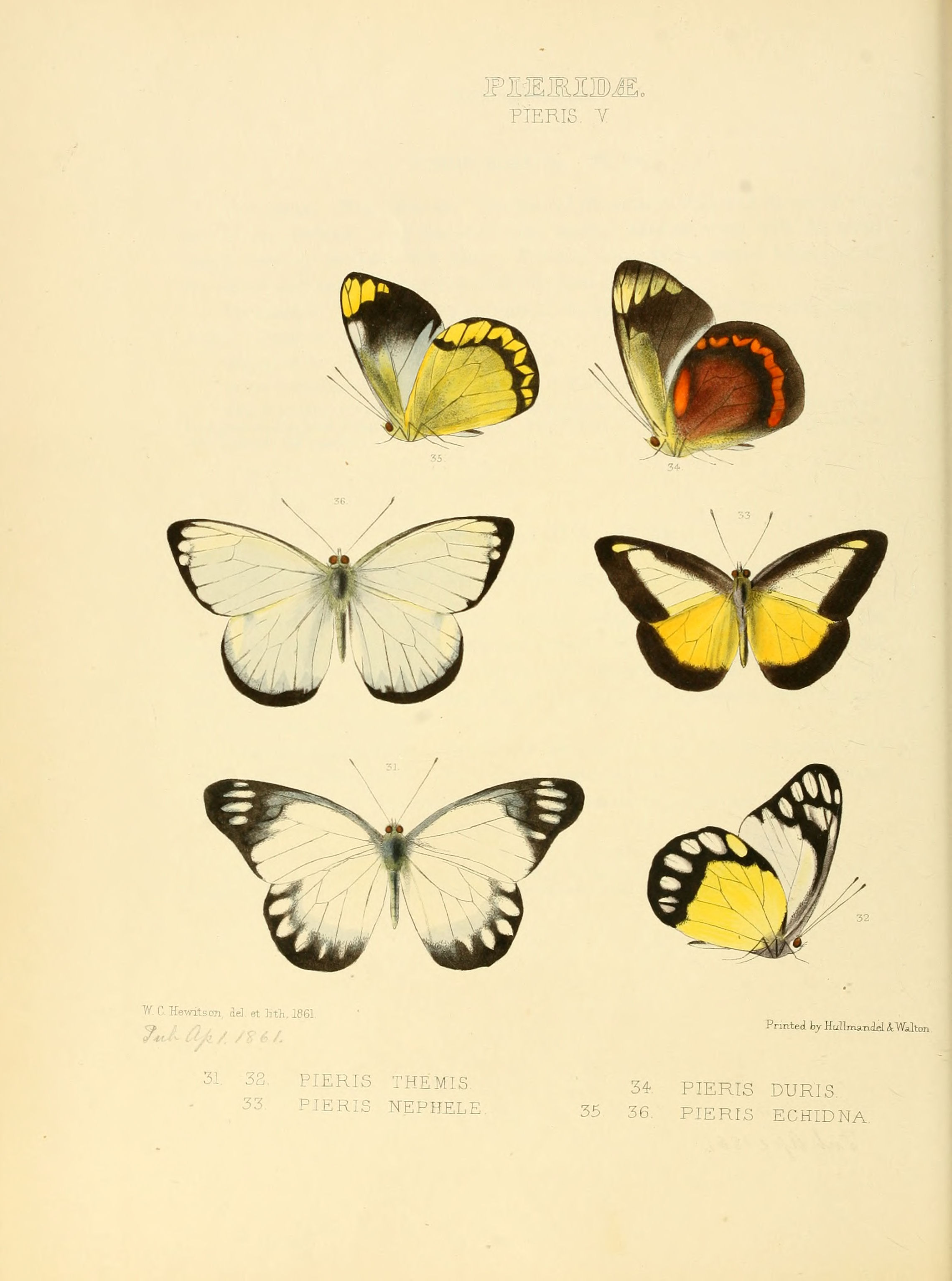